# Duke University
Duke University (Universitatea Duke) este o universitate privată din orașul Durham, statul Carolina de Nord, Statele Unite ale Americii.  A fost întemeiată în 1838, fiind una din universitățile celebre și stimate în lume.

## Profesori
- Stanley Hauerwas (n. 1940), etică și teologie